# Савёловы
Савёловы (Савеловы, Савелковы) — русский дворянский род, из Новгородских бояр.
При подаче документов (1686) для внесения рода в Бархатную книгу, были предоставлены две родословные росписи Савеловых: Павлом и Тимофеем Савеловыми (февраль 1686) и Богданом Савеловым (1686), указная грамота Ивана IV (1556) в Новгород об отказе Офросинье, вдове Андрея Савелова прожиточного поместья из поместных земель её сына Василия принявшего постриг, ввозная грамота Петру Постникову Савелову на деревню Глухарёв починок с пустошами и 4 дворовых места в Ямской слободе в Якимовском стане Ростовского уезда (1591), думным дворянином Тимофеем Петровичем Савеловым поданы (07 января 1687) челобитная о выписке из документов Новгородской приказной избы о земельных владениях и службах Савеловых, (им же) челобитная (16 апреля 1687) о выписке из летописца, хранящегося в Новгородском Софийском соборе о боярине Иване Кузьмине Савелова. В Палату родословных дел были направлены (29 апреля 1687) следующие документы: выписки из летописцев о Савеловых, выписки из писцовых книг Водской пятины (1499/1500 и 1538/39), писцовых книг Деревенской пятины (1495/96 и 1581/82), дозорных книг Деревенской пятины (1594/95) и даточных книг Деревенской пятины (1650—1668), выписки из Записной грамотной книги (1555/56), Разрядного стола Новгородской приказной избы.
Род внесён в VI часть родословных книг Московской, Орловской, Тверской и Воронежской губерний.

## Происхождение и история рода
По родословной сказке, происходит от выходца из «свизской» земли Андроса.
Предки Савёловых при великих князьях Новгородских и Киевских служили в боярах и жалованы многими почестями и вотчинами.
Действительным родоначальником их был Кузьма Савелков, новгородский посадник. Сын его Иван новгородский посадник (1477) и вместе с Марфой Борецкой вывезен в Москву (1478), а обширные вотчины его «отписаны на государя». Племянники его, писавшиеся уже Савёловыми, были при Иване Грозном переселены в Ростов и Можайск. Опричником Ивана Грозного записан Дружина Савёлов (1573).

## Описание герба
В щите, разделённом горизонтально на двое, в верхней половине в голубом поле с левой стороны видна выходящая из облака рука в серебряных латах с мечом (польский герб Малая Погоня), на остроконечии которого находится золотая дворянская корона, а под рукою серебряный шишак с двумя страусовыми перьями. В нижней половине, в правом серебряном поле, диагонально изображено знамя голубого цвета с золотым крестом, а в левом красном поле крестообразно положены золотая булава и шпага, остроконечием вниз. Щит увенчан дворянскими шлемом и короной со страусовыми перьями. Намёт на щите красного и голубого цвета, подложенный золотом.

## Известные представители
- Патриарх Иоаким (Иван Петрович Савёлов-первый; 1621—1690) — девятый и предпоследний в досинодальный период патриарх Московский.
- Савёлов Иван — воевода в Усерде (1665).
- Савёлов Павел Петрович — воевода в Короче (1667—1669), московский дворянин (1670—1677), думный дворянин (1688), окольничий (1689—1692).
- Савёлов Иван Петрович (меньшой) — московский дворянин (1658), стряпчий (1671), стольник (1676—1686), воевода в Мангазее и Туруханске (1676—1679), думный дворянин (1688—1692).
- Братья его Павел и Тимофей Петровичи были окольничими (1689), а Иван Петрович меньшой — думным дворянином и воеводой в Воронеже (1698).
- Савёлов Степан Иванович — московский дворянин (1677).
- Савёлов, Пётр (в монашестве Пимен; 1678 — 26 мая 1753) — епископ Русской православной церкви, епископ Вологодский и Белозерский (1740—1753).
- Савёлов Афанасий Тимофеевич — стольник, воевода в Иркутске (1696).
- Савёловы: Тимофей и Пётр Тимофеевич — стольники царицы Прасковьи Фёдоровны (1686—1692).
- Савёловы: Григорий Авдеевич, Антон Иванович, Афанасий Тимофеевич, Богдан Яковлевич, Гавриил Иванович, Герасим и Авдей Павловичи — стольники (1676—1696)[5][6].
- Леонид Михайлович Савёлов (1868—1947) — известный генеалог, издал несколько родословий, «Материалы для генеалогического словаря» и др.